# ガリムジャン・フサイノフ
ガリムジャン・サリホヴィチ・フサイノフ(Galimzyan Salikhovich Khusainov、ロシア語: Галимзян Салихович Хусаинов、1937年6月27日 - 2010年2月5日）は、タタールスタン共和国出身のサッカー選手。ポジションはフォワード。

## 略歴
サッカーソビエト連邦代表に選ばれ、33試合に出場、4ゴールを挙げており、1962 FIFAワールドカップ、1966 FIFAワールドカップなどに出場した。1964 欧州ネイションズカップではチームは決勝まで進出し、決勝のスペイン戦で1点ビハインドの前半8分に同点ゴールを彼が上げたが、後半39分に再び得点を許し、チームは準優勝に終わっている。
サッカーの監督からも退いた後は病養生活を送っていたが、持病が悪化し2010年2月5日に死去。享年72。